# Панамский диплобатис
Панамский диплобатис (лат. Diplobatis ommata) — вид скатов рода диплобатисов семейства Narcinidae отряда электрических скатов. Это хрящевые рыбы, ведущие донный образ жизни, с крупными, уплощёнными и закруглёнными грудными и брюшными плавниками в форме диска и с длинным хвостом. Имеются два спинных плавника и хвостовой плавник. Характерной чертой панамских диплобатисов является отметина в виде «глазка», расположенная на спине. Передняя часть тела окрашена в тёмный цвет. Защищаясь, эти скаты способны генерировать электрический ток. Обитают в центрально-восточной части Тихого океана на глубине до 94 м. Максимальная зарегистрированная длина 25 см. Они перемещаются по дну, отталкиваясь брюшными плавниками. Рацион состоит из мелких ракообразных и полихет. Вероятно, рыбы этого вида размножаются яйцеживорождением, эмбрионы питаются в утробе матери желтком и гистотрофом. Не представляют интереса для коммерческого рыбного промысла.

## Таксономия
Впервые вид был научно описан в 1898 году американскими ихтиологами Дэвидом Старром Джорданом и Чарльзом Генри Гилбертом. Их доклад был сделан на основании исследования самки, пойманной командой парохода Рыболовной комиссии США USS Albatros у тихоокеанского побережья Колумбии на глубине 60 м в 1888 году. Ранее в 1882 году Гилберту удалось получить образец из вод Панамы, но учёный не успел его исследовать, прежде чем он сгорел при пожаре. Видовое название происходит от слова др.-греч. ὄμματα — «глазки» и связано с наличием характерной отметины на дорсальной поверхности тела этих скатов. Первоначально вид был отнесён к роду тембладеры. В 1948 году Генри Брайант Бигелоу и Уильям Чарльз Шрёдер создали отдельный вид диплобатисов на основании их уникального строения ноздрей. Позднее были открыты ещё 3 вида, относящиеся к этому роду, обитающие в Атлантическом океане. Атлантические диплобатисы более схожи между собой, хотя диплобатисы в целом довольно единообразны.

## Ареал
Панамские диплобатисы обитают в тропических прибрежных водах в центрально-восточной части Тихого океана от Калифорнийского залива и Байя Сан Хуанико, Южная Нижняя Калифорния, до Эквадора. Эти донные скаты встречаются от зоны прибоя до глубины 94 м. Они предпочитают песчаные бухты с покрытым валунами дно и скалистые террасы.

## Описание
У панамских диплобатисов овальные и закруглённые грудные диски и брюшные диски имеют форму сердца или лопатки, их ширина слегка превосходит длину. Имеются два спинных плавника. У основания грудных плавников сквозь кожу проглядывают электрические парные органы в форме почек. Позади небольших глаз расположены маленькие брызгальца, края которых покрыты 7—10 мелкими закруглёнными выступами. Рыло широко закруглено, каждая ноздря разделена перегородкой на две секции. Между ноздрями имеется кожаный лоскут с гладкими или слегка волнистыми краями. Небольшой рот образует поперечную линию. Края нижней челюсти зазубрены. Когда челюсти сомкнуты, зубы, как правило, не видны. На каждой челюсти имеется по 14—16 зубных рядов. Мелкие и заострённые зубы становятся к краям челюстей длиннее и острее. На вентральной поверхности тела расположены пять пар жаберных щелей.
Крупные брюшные плавники этих скатов начинаются под диском и оканчиваются выпуклыми кончиками. У взрослых самцов имеются короткие и толстые птеригоподии. Толстый плоский хвост короче диска, по обе его стороны расположены складки кожи. Первый спинной плавник немного крупнее второго, в целом они расположены позади брюшных плавников. Треугольный хвостовой плавник с закруглёнными концами слегка асимметричен. Кожа мягкая, лишена чешуи.
Окраска дорсальной поверхности тела панамских диплобатисов сильно варьируется, однако в центральной части всегда присутствует отметина в виде «глазка». Его центр окрашен в чёрный или жёлтый цвет и окружён концентрическими тёмными и светлыми кольцами, которые бывают как прерывистыми, так и целыми. Фон окрашен в различные оттенки коричневого цвета, по нему разбросаны многочисленные пятнышки. Передняя часть диска от глаз темнее коричневого цвета, на ней бывают до пяти тёмных отметин. Иногда дорсальная окраска заходит на вентральную сторону, которая, как правило, окрашена в кремовый цвет. Максимальная зарегистрированная длина 25 см.

## Биология
Панамские диплобатисы являются медлительными донными рыбами. Они способны генерировать электрический ток средней силы. Днём они в одиночку отдыхают на дне, зарывшись в грунт, часто неподалёку от скалистых рифов. Ночью они становятся более активными и ползают по дну с помощью брюшных плавников. Их рацион состоит из небольших ракообразных, таких как бокоплавы и креветки, а также многощетинковых червей. Среди известных паразитов этого вида наблюдаются ленточные черви Acanthobothrium dollyae, A. maryanskii, и A. royi, а также трематода Anaporrhutum euzeti.

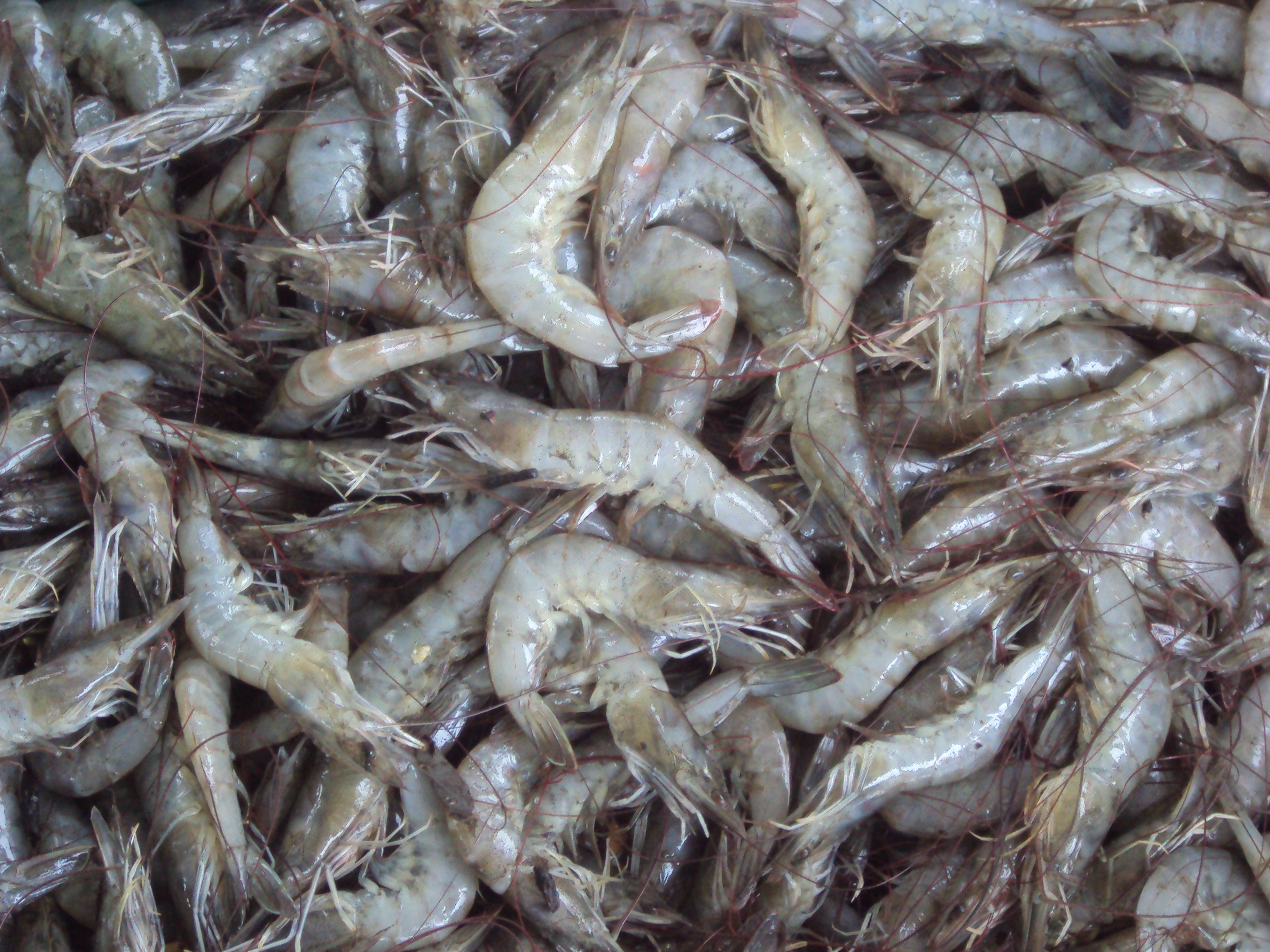
Основу рациона панамских диплобатисов составляют ракообразные, в том числе, креветки.

Хотя подробности цикла размножения диплобатисов неизвестны, считается, что они размножаются живорождением, эмбрионы вылупляются из яиц в утробе матери и питаются желтком и гистотрофом, как прочие электрические скаты. Самки достигают половой зрелости при длине около 19 см.

## Взаимодействие с человеком
Сила электрического разряда, генерируемого панамскими диплобатисами, для человека не опасна. Иногда они встречаются на аквариумном рынке, однако, их трудно содержать в неволе, поскольку им необходим живой корм. Панамских диплобатисов используют как модельные организмы в биомедицинских исследованиях, поскольку их электрические органы богаты ионными каналами и холинергическими рецепторами, играющими важную роль в нервной системе человека. Белок агрин, который концентрируется в этих рецепторах в ходе развития человеческого эмбриона, впервые был выделен именно из панамских диплобатисов.
Эти скаты не представляют интереса для коммерческого рыбного промысла, однако они часто попадаются в качестве прилова при добыче креветок методом траления. Смертность среди выброшенных за борт рыб вероятно высока. Международный союз охраны природы присвоил этому виду статус «Уязвимый».